# Distrito de Várpalota
El distrito de Várpalota (húngaro: Várpalotai járás) es un distrito húngaro perteneciente al condado de Veszprém.
En 2013 su población era de 37 451 habitantes. Su capital es Várpalota.

## Municipios
El distrito tiene 2 ciudades (en negrita), un pueblo mayor (en cursiva) y 5 pueblos.
Ciudades
- Berhida
- Várpalota

Pueblos
- Jásd
- Öskü
- Ősi
- Pétfürdő
- Tés
- Vilonya